# Bertoldi
Bertoldi é uma das 19 frações (frazioni) do município italiano de Lavarone. Situa-se ao pé do Monte Tablat. Circundado pelas frações Sténgheli, Azzolini e Slaghenaufi.
Na região se encontram pousadas, hotéis, restaurantes, boliche, discoteca, campos de tênis e futebol e uma grande área para esquiar.
O turismo de inverno é o esporte e a base da economia do vilarejo.

## Estação de esqui
A área de esqui compreende a infraestrutura seja das pistas de esqui alpino, como do teleférico Seggiovia Tablat e do esqui de longa distância Centro Fondo Millegrobbe. Neste centro vem a ser disputado em janeiro de todo ano, a Millegrobbe, uma importante competição internacional.
Existem campos de treinamento e aprendizagem, escolas de esqui e lojas que alugam material para esquiar. Encontramos também uma slittinovia (pista com trenó) e um parque de jogos para crianças sobre a neve, Nevelandia.

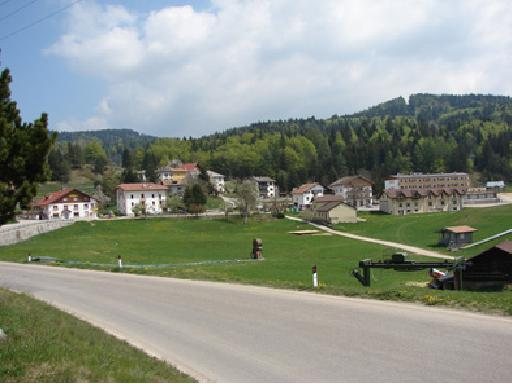

## Patrono
O Santo Patrono da localidade é San Bertoldo da Parma, que vem a ser festejado no dia 21 de outubro.